# Eponin
Az Eponin latin → francia eredetű női név, mely Epona római istennő nevéből származik, akinek a neve a kelta epo (ló) szóból származik.

## Gyakorisága
Az 1990-es években szórványos név, a 2000-es években nem szerepel a 100 leggyakoribb női név között.

## Névnapok
- február 16.[2]
- szeptember 20.[2]

## Híres Eponinok
- Éponine Thénardier, kitalált személy Victor Hugo A nyomorultak című regényében